# Nashjämvikt
Nashjämvikt (engelska: Nash equilibrium) är en spelteoretisk strategikombination där ingen spelare har något att vinna på att ensam byta strategi, utan måste göra det tillsammans med andra aktörer för att tjäna på sitt strategibyte. Detta gäller även om spelarna i förtid visste/kände till de andra spelarnas eller aktörernas beslut. Exempelvis är trafikriktningen i Nashjämvikt, antingen följer alla vänstertrafik eller så följer alla högertrafik, någon medelväg är inte möjlig.   
Nashjämvikten är formulerad av och uppkallad efter matematikern John Forbes Nash.